# Dracontioides
Dracontioides – rodzaj wieloletnich, ziemnopączkowych, bagiennych roślin zielnych z rodziny obrazkowatych, obejmujący 2 gatunki endemiczne dla wschodniej Brazylii: Dracontioides desciscens (Schott) Engl., występujący w stanach Espírito Santo, Bahia i Pernambuco, oraz Dracontioides salvianii E.G.Gonç., występujący w stanie Bahia, gdzie zasiedlają brzegi rzek, bagna i tereny podmokłe lasów deszczowych. Nazwa naukowa rodzaju pochodzi od nazwy rodzaju Dracontium (żmijownik) i z uwagi na podobieństwo kwiatostanów obu rodzajów roślin.

## Morfologia
PokrójRośliny zielne smukłe do masywnych, osiągające wysokość 2 metrów.
ŁodygaWzniesione kłącze, słabo rozgałęziające się, osiągające długość 40 cm i średnicę 4 cm.
LiścieZ wierzchołka kłącza wyrasta rozeta kilku liści właściwych o strzałkowatych, połyskliwych blaszkach, z otworami. Blaszki liści młodocianych jajowato-sercowate. Ogonki liściowe gładkie do szorstkich, brązowo i zielono cętkowane, pozbawione kolców, tworzące osiowo wiele bulwek.
KwiatyRośliny jednopienne, tworzące pojedynczy kwiatostan typu kolbiastego pseudancjum. Szypułki podobne do ogonków liściowych, ale krótsze od nich. Pochwa kwiatostanu kapturkowata, z zewnątrz brązowawo-zielona, wewnątrz ciemnopurpurowa z podłużnymi, różowymi i żółtymi prążkami, osiągająca długość 15 cm. Kolba krótsza od pochwy, siedząca lub osadzona na krótkim trzonku. Kwiaty obupłciowe z 4 listkami okwiatu, taką samą liczbą pręcików i pojedynczą, dwukomorową zalążnią. W każdej komorze zalążni znajduje się pojedynczy zalążek, tworzący się z osiowego łożyska. Szyjki słupków stożkowate, purpurowe, zakończone guzikowatym, białawym znamieniem.
OwoceCzerwonawe, żłobione jagody. Nasiona kampylotropowe, niesymetryczne, krótsze i grubsze na biegunie chalazalnym, o grubej, twardej, brązowej łupinie z kilkoma grzebieniastymi wyrostkami.
GenetykaLiczba chromosomów 2n = 26